# Arebius sequens
Arebius sequens är en mångfotingart som beskrevs av Chamberlin 1947. Arebius sequens ingår i släktet Arebius och familjen stenkrypare. Inga underarter finns listade i Catalogue of Life.